# International Planetarium Society
L'International Planetarium Society (IPS) è l'associazione che raggruppa le professionalità che lavorano nei planetari di tutto il mondo.
È stata fondata nel 1965 con il nome di "International Society of Planetarium Educators" ("Società internazionale degli educatori dei planetari"); il nome fu cambiato nel 1972 per incoraggiare anche non educatori (come designer e produttori di planetari) ad associarsi.
Ha membri in tutti i continenti e oltre 20 organizzazioni affiliate, la maggior parte delle quali rappresenta una singola nazione; negli Stati Uniti d'America, tuttavia, vi sono sette gruppi regionali affiliati.
Pubblica una rivista trimestrale, The Planetarian, e tiene un meeting ogni due anni.  Gli atti dei congressi sono pubblicati su CD.

## Organizzazioni affiliate

### Associazione dei planetari italiani
L'associazione italiana aderente all'IPS è l'Associazione dei Planetari Italiani (PlanIt), che si è costituita a Firenze nel 2008, raccogliendo l'eredità dell'"Associazione amici dei planetari" (AAP), la quale, a partire dal 1986, aveva organizzato il convegno annuale dei planetari italiani. La sede si trova a Lumezzane, in provincia di Brescia.
Scopo dell'associazione è mantenere aggiornato l'elenco dei planetari italiani e favorire il coordinamento e gli scambi.
L'associazione organizza regolarmente ogni anno il Convegno dei planetari italiani e promuove dal 1991 la Giornata dei planetari, che si svolge la domenica precedente o seguente l'equinozio di primavera. Promuove inoltre una giornata dedicata alla sensibilizzazione dell'inquinamento luminoso e contribuisce all'iniziativa "A week in Italy", con la quale un operatore planetario straniero viene a svolgere lezioni nelle strutture italiane e partecipa al convegno annuale.